# Cressy-Klasse
Die Cressy-Klasse war eine Klasse von Panzerkreuzern der britischen Marine, die in den Jahren 1898–1903 gebaut wurde und im Ersten Weltkrieg zum Einsatz kam. Am 22. September 1914 gingen drei der sechs Kreuzer dieser Klasse (Cressy, Hogue und Aboukir) während des Seegefechts am 22. September 1914 durch Torpedotreffer des deutschen U-Boots U 9 unter Kapitänleutnant Otto Weddigen in der südlichen Nordsee im Seegebiet der sogenannten Hoofden auf etwa 52° 18′ N, 3° 41′ O verloren. Insgesamt überlebten 837 Mann die Versenkung der drei Panzerkreuzer, aber 62 Offiziere und 1405 Mannschaften ließen ihr Leben. Der militärisch unbedeutende Verlust der drei alten Panzerkreuzer forderte mehr britische Opfer als Nelsons Sieg bei Trafalgar 1805.

## Baugeschichte
Die sechs in den Jahren 1898–1903 gebauten Kreuzer der Cressy-Klasse stellten eine Rückkehr der Royal Navy zum Typ des Panzerkreuzers dar, den das Flottenbauprogramm von 1889 nicht enthalten hatte. Dieses Programm hatte nur eine Vielzahl von Geschützten Kreuzern (neun Kreuzer 1. Klasse der Edgar-Klasse, 29 Kreuzer 2. Klasse der Apollo-Klasse und Astraea-Klasse sowie vier Kreuzer 3. Klasse der Pearl-Klasse) zur Sicherung der für das britische Weltreich wichtigen Seewege gefordert. Ohne einen Gürtelpanzer waren Geschützte Kreuzer billiger, leichter und schneller als Panzerkreuzer. Mit den beiden Schiffen der Powerful-Klasse (14.200 ts) und den acht Schiffen der Diadem-Klasse (11.000 ts) hatten sie jedoch eine Größe erreicht, die einen erhöhten Schutz gegenüber dem in anderen Marinen erfolgten Weiterbau von Panzerkreuzern erforderte. Dabei ist festzuhalten, dass die Royal Navy mit ihren Klassifizierungen von Kreuzern, ähnlich wie die Kaiserliche Marine mit ihren Bezeichnungen Großer Kreuzer und Kleiner Kreuzer, nicht die konkrete Bauweise beschrieb.

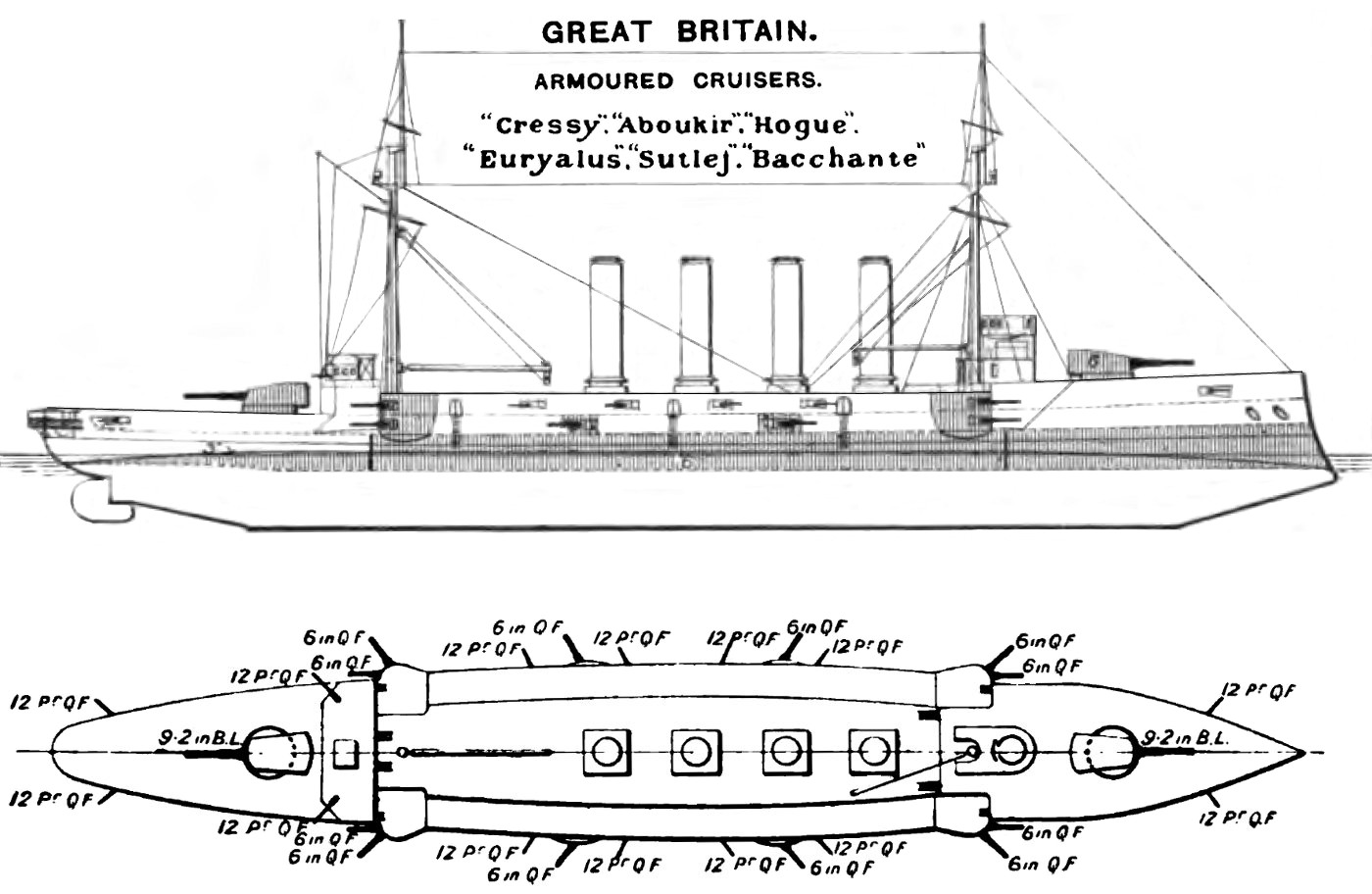
Risse der Cressy-Klasse in Brasseys 1906

Die neue Panzerung nach dem System Krupp (KC-Panzer, d. h. Krupp cementiert) erlaubte einen Schutz zumindest gegen typische 152-mm-Kreuzerbewaffnung auf mittlere Entfernungen mit vertretbarem Gewicht. So erhielten die Kreuzer der Cressy-Klasse einen 152 mm starken Gürtelpanzer, der etwa 36 m nach dem Bug begann, den mittleren Teil der Schiffe schützte und sich ab 27 m vor dem Heck wieder auf 51 mm verjüngte. Das eingebaute Panzerdeck war wegen des Schutzes durch den Gürtelpanzer stellenweise dünner als auf den Geschützten Kreuzern der Diadem-Klasse. Insgesamt wurde eine zusätzliche Panzerung von ungefähr 1.200 Tonnen verbaut. Wie schon die vorangehenden Kreuzer der Powerful- und Diadem-Klasse hatten die Schiffe vier hintereinander stehende Schornsteine und auffällige Lufthutzen an den Seiten.

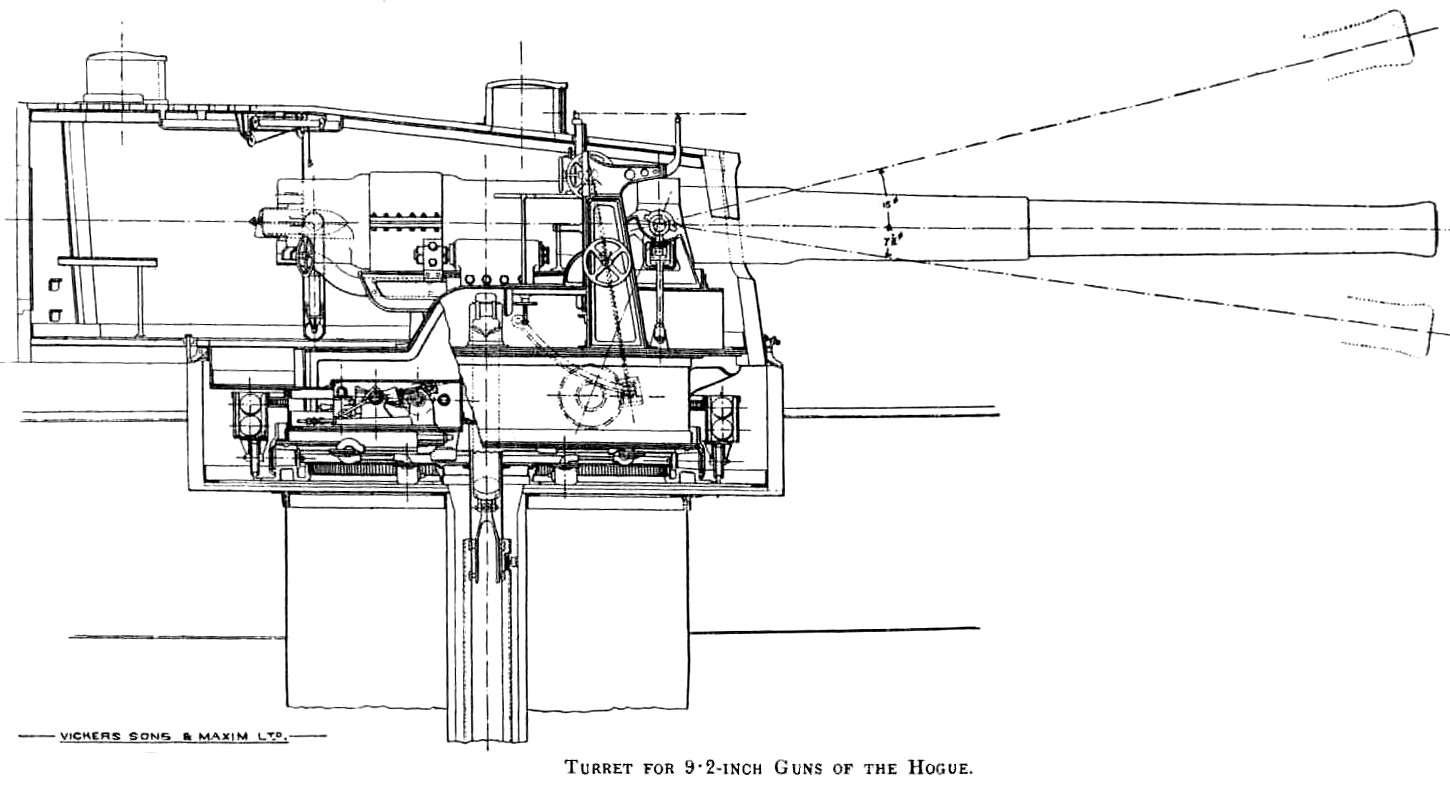
Riss eines Turms mit 233-mm-Geschütz in Brasseys

Die Hauptbewaffnung bestand aus zwei 233-mm-Geschützen vom Typ Mark X in Einzeltürmen an Bug und Heck. Um diese Waffen wirklich nützlich einsetzen zu können, war eine sorgfältige Artillerieausbildung notwendig, da in vielen Feuerbereichen dann nur ein einzelnes Geschütz zur Verfügung stand. Die geringe Brückenhöhe der Schiffe und die bei Indienststellung vorhandenen Entfernungsmesser ermöglichten keine gute Feuerleitung. Dazu waren noch zwölf 152-mm-Kanonen vom Typ Mark VII vorhanden, die allerdings in Kasematten aufgestellt waren. Die unteren acht Geschütze wurden durch Seegang stark behindert, da sie sehr nahe an der Wasserlinie waren und nur ein geringes Sichtfeld für die Schützen boten. Als Torpedobootsabwehrwaffen verfügten die Kreuzer über zwölf Zwölfpfünder-Schnellfeuergeschütze, die in der Mehrzahl in kleinen Kasematten aufgestellt waren. Dazu waren noch drei 47-mm-Hotchkiss-Schnellfeuerkanonen und zwei 450-mm-Unterwassertorpedorohre des Systems Whitehead vorhanden.
Die Bauaufträge für die sechs Kreuzer gingen an drei Privatwerften, die auch je zwei Schiffe der vorangegangenen Diadem-Klasse in der Fertigstellung hatten. Die Kiellegung erfolgte in den Jahren 1898 und 1899. Als erster Kreuzer der neuen Klasse lief HMS Sutlej am 18. November 1899 bei John Brown in Clydebank vom Stapel, der das Typschiff der Klasse HMS Cressy am 4. Dezember bei Fairfield in Govan folgte, die am 28. Mai 1901 als erstes Schiff der Klasse in den Dienst der Royal Navy kam. 1902 kamen dann vier Schwesterschiffe in den Dienst. Nur die Fertigstellung der Euryalus bei Vickers in Barrow verzögerte sich durch einen Brand während der Ausrüstung am 11. Juni 1901 bis zum 5. Januar 1904. Das Typschiff Cressy war benannt nach der Schlacht bei Cressy im Jahre 1346, die den Beginn des Hundertjährigen Krieges darstellte, und sie war das dritte Schiff mit diesem Namen in der Royal Navy. Die Namensgebung der zweiten Hogue sollte an die Seeschlachten von Barfleur und La Hougue des 1692 erinnern. HMS Aboukir war das vierte Schiff der Navy, das den Namen der Seeschlacht bei Abukir im Jahre 1798 trug, durch die die Briten die Seeherrschaft über das Mittelmeer gewannen. HMS Sutlej wurde nach dem indischen (indisch-pakistanischen) Fluss Satluj benannt und war das zweite so benannte Schiff der Navy. HMS Bacchante war das fünfte Schiff mit diesem Namen der Royal Navy und nach den Teilnehmern einer Orgie zu Ehren des Weingottes Dionysos benannt.
HMS Euryalus war benannt nach Euryalos, einem Helden der griechischen Sagen, und ein mehrfach in der Royal Navy genutzter Name.

## Einsatzgeschichte

### Einsätze vor dem Weltkrieg
Die als erste fertiggestellte Cressy erlitt während der Probefahrten einen Schaden an der Steuerung und lief dann erst im Oktober 1901 zur China Station aus.
 Die 1902 in Dienst gekommene Aboukir, das Flaggschiff der dortigen Kreuzer und später der Bacchante wurden ins Mittelmeer verlegt. Die Aboukir übernahm die Führung der dortigen Kreuzer. Die Sutlej und die Ende des Jahres 1902 in Dienst gestellte Hogue wurden der Channel Fleet (Kanalflotte) zugeteilt. Die Sutlej erlitt schon kurz nach der Indienststellung einen totalen Zusammenbruch der Maschine.
 1903 besuchten die beiden Schiffe der Kanalflotte am 30. Juli zusammen mit den Panzerkreuzern Good Hope, Drake und vier Zerstörern Galway anlässlich eines Besuches des Königs Eduard VII. in Irland.
Die 1904 in Dienst kommende Euryalus wurde nach Tests bei der Kanalflotte 1904 als Flaggschiff zur Australia Station verlegt. Die Sutlej verlegte nach ihrer Instandsetzung von der Kanalflotte zur China Station.
1906 wurde die aus Australien abgezogene Euryalus das Flaggschiff der North America & West Indies Station und des dort stationierten 4. Kreuzergeschwaders, dem auch die Schwesterschiffe Hogue und die ebenfalls aus China abgezogene Sutlej zur Schiffjungen-Ausbildung, sowie die Highflyer, Indefatigable sowie die Isis der Eclipse-Klasse angehörten. Der Station unterstanden auch noch der alte Kreuzer 3. Klasse HMS Calypso, der als Ausbildungsschiff für neufundländische Reservisten diente, und die Sloop HMS Shearwater, die an der amerikanischen Westküste eingesetzt wurde. Als Fischereischutzschiff vor Neufundland diente die Brilliant der Apollo-Klasse. 1907 wurde die Cressy auf die Nordamerika-Westindien-Station versetzt, wo sie auch zur Schiffjungen-Ausbildung eingesetzt wurde.
Als es im März 1908 zu Unruhen in Haiti kam, wurde die auf dem Marsch von Bermuda nach Jamaika befindliche Cressy nach Port au Prince gesandt, um britische Interessen und Bürger zu schützen. Sie wurde dabei von der alten, aus Jamaika kommenden Indefatigable unterstützt. Im Oktober 1908 befand sich die Aboukir der Mittelmeerflotte in Venedig, während die Bacchante von Gibraltar nach Hause verlegte. Nach dem großen Erdbeben von Messina am 28. Dezember 1908 unterstützten ab dem 29. Dezember die Sutlej, ab dem 30. dazu die Minerva, ab dem 31. das Linienschiff Exmouth und ab dem 1. Januar 1909 auch noch das Linienschiff Duncan und die Euryalus die Rettungsarbeiten. Schließlich traf noch der Panzerkreuzer Lancaster im Katastrophengebiet zur Hilfeleistung ein. Die als erstes britisches Schiff eintreffende Sutlej arbeitete sehr eng mit Einheiten der russischen Flotte zusammen, die als erste mit den Linienschiffen Slawa und Zessarewitsch sowie dem Panzerkreuzer Admiral Makarow vor Ort Unterstützung leisteten.
Nach diesem Einsatz verlegte die Sutlej 1909 zur 3. (Reserve-)Flotte nach Devonport, wo sie bis zum Kriegsbeginn verblieb.
Bis 1912 kehrten alle Schiffe der Cressy-Klasse von Auslandsstationen wieder in die Heimat zurück und wurden der 3. (Reserve-)Flotte zugeteilt.

### Kriegseinsatz in der Nordsee

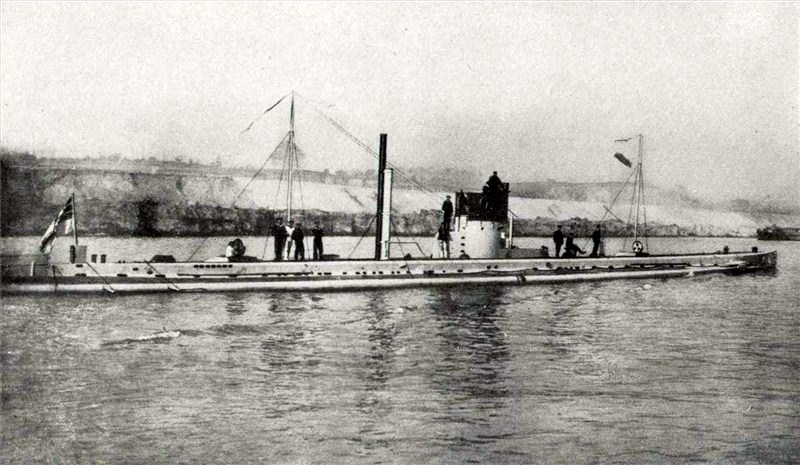
Das deutsche U-Boot U 9

Die Kreuzer der Cressy-Klasse waren zu Beginn des Ersten Weltkrieges veraltet (siehe auch Dreadnought). Sie wurden daher nur mit leichten Patrouillenaufgaben betraut, unter anderem, weil sie die für Flottenoperationen nötige Mindestmarschfahrt nicht über längere Zeit aufrechterhalten konnten. Nur die Sutlej wurde dem 9. Kreuzergeschwader der Grand Fleet zugeteilt. Die anderen fünf waren in der 7th Cruiser Squadron der Grand Fleet zusammengefasst. Dieses Geschwader wurde verschiedentlich auch als „Lebendköder“ bezeichnet. Beim Seegefecht bei Helgoland am 28. August 1914 bildeten alle fünf Schiffe zusammen mit dem früheren Flaggschiff der Harwich Force, Amethyst, den als Force C bezeichneten Teil der Fernsicherung für die Harwich Force, die mit ihren Zerstören und zwei Leichten Kreuzern die deutsche Vorpostenlinie angriff. Die im Gefecht schwerbeschädigte Arethusa wurde schließlich vom Panzerkreuzer Hogue eingeschleppt.
Am frühen Morgen des 22. September 1914 gingen drei der sechs Kreuzer dieser Klasse, Cressy, Hogue und Aboukir, durch Torpedotreffer des deutschen U-Boots U 9 unter Kapitänleutnant Otto Weddigen verloren. Die drei Panzerkreuzer waren in der südlichen Nordsee im Seegebiet der sogenannten Hoofden auf etwa 52° 18′ N, 3° 41′ O mit 10 Knoten und einem Abstand von 2 Seemeilen zwischen den Schiffen auf einer Kontrollfahrt. Eine weitere Sicherung war nicht vorhanden; die begleitenden Zerstörer waren wegen sehr schweren Wetters schon am 17. September entlassen worden. Der vierte Kreuzer, das Flaggschiff Euryalus, war am 20. zur Übernahme von Kohlen in die Nore gelaufen und durch die frisch ausgerüstete Cressy ersetzt worden. Admiral Arthur Christian konnte wegen des Wetters auf See nicht sein Flaggschiff wechseln. Das fünfte Schiff des Geschwaders, die Bacchante, befand sich in der Werft. Das schlechte Wetter war der Grund, warum die alten Kreuzer noch Sicherungsdienst taten, da sie in See bleiben konnten. Allerdings waren sie nicht in der Lage, den eigentlich verlangten Zickzackkurs zu fahren und die geforderten 12 Knoten Geschwindigkeit für den Sicherungsdienst zu erreichen.
Um 6:20 Uhr torpedierte U 9 bei recht ruhiger See aus etwa 500 m die Aboukir, deren Maschinenraum volllief. Der Kommandant der Aboukir vermutete einen Minentreffer und bat die beiden anderen Kreuzer um Unterstützung, da die Maschine ausgefallen war und ohne die dampfgetriebenen Winden keine Boote zu Wasser gebracht werden konnten. Nach 25 Minuten kenterte die Aboukir. Gegen 7:00 Uhr feuerte das zwischenzeitlich aufgetauchte U-Boot zwei Torpedos auf die Hogue, die um 7:15 Uhr sank. Beim Angriff auf die Cressy traf um 7:15 Uhr nur einer von zwei Torpedos, seinen letzten Torpedo schoss Weddigen im Überwasserangriff und traf den verbliebenen Panzerkreuzer um 7:30 Uhr, worauf auch die Cressy kenterte und um 7:55 Uhr versank. Der niederländische Dampfer Flora rettete 286 Mann, die er in IJmuiden an Land gab, von wo aus sie am 26. September nach Großbritannien zurückkehren konnten. Weitere Überlebende wurden vom Dampfer Titan, zwei Fischdampfern aus Lowestoft und von nach zwei Stunden eintreffenden Zerstörern gerettet. Insgesamt überlebten 837 Mann die Versenkung der drei Panzerkreuzer; 62 Offiziere und 1405 Mann starben (528 Mann der Besatzung der Aboukir, 376 der Hogue und 563 der Cressy).
Militärisch wog der Verlust der drei alten Panzerkreuzer eher gering. Die britische Admiralität gab nach diesem Debakel die Anweisung heraus, dass in Zukunft nur kleine Fahrzeuge wie Zerstörer Hilfe leisten dürften und Schiffe ab Kreuzergröße die Fahrt unvermindert fortzusetzen hätten.

### Dienst in anderen Kriegsgebieten
Als einziges Schiff der Cressy-Klasse war die Sutlej bei Kriegsbeginn nicht in der südlichen Nordsee, sondern dem von John de Robeck befehligten 9. Kreuzergeschwader der Grand Fleet zugeteilt, das im Atlantik eigene Schiffe sichern und feindliche aufbringen sollte. Im Februar wurde sie dann dem 11. Kreuzergeschwader in Devonport zugeteilt, das vor allem vor der irischen Küste und am Westeingang des Kanals operierte, aber sich auch schon wieder in Auflösung befand. Im Februar 1916 verlegte die Sutlej vor das neutrale Santa Cruz de Tenerife und wurde im September 1916 dem zur Hilfskreuzerabwehr wieder gebildeten 9. Kreuzergeschwader vor Westafrika unterstellt. 1917 verlegte die Sutlej in die Heimat und wurde Wohnschiff in Rosyth, wo sie als Depotschiff der dortigen Basis im Januar 1918 in Crescent umbenannt wurde. 1921 wurde der Panzerkreuzer zum Abbruch verkauft. Im Schlepp nach Belfast riss sie unterwegs ab und blieb 14 Tage verschollen; ab August 1924 wurde sie in Preston abgebrochen.
Die beiden verbliebenen Panzerkreuzer des 7. Kreuzergeschwaders, Euryalus und Bacchante, wurden der Western Channel Patrol, kommandiert von Konteradmiral Rosslyn Wemyss, unterstellt, deren Flaggschiff die Euryalus wurde. Im Oktober gingen beide Kreuzer als Begleitung eines Geleitzuges nach Gibraltar und verlegten im Februar 1915 durch das Mittelmeer zum Sueskanal. Im April wurden beide Kreuzer zu den Dardanellen geschickt.
Die Bacchante blieb während des gesamten Gallipoli-Feldzuges vor den Dardanellen. Sie unterstützte die Landungen bei Anzac Cove nahe Gaba Tepe und war im Januar 1916 auch am Saloniki-Einsatz beteiligt. 1917 wurde sie nach Westafrika zum 9. Kreuzergeschwader kommandiert und 1920 zum Abbruch verkauft.
Die Euryalus griff vom 5. bis zum 15. März mit den Linienschiffen Triumph und Swiftsure und unterstützt durch einen Seeflugzeugträger und Minensucher Smyrna an, da dort die Errichtung einer U-Boot-Basis befürchtet wurde. Kommandiert wurde der Verband von Vizeadmiral Richard Peirse auf der Euryalus, dem Befehlshaber der Royal Navy für Ägypten und Ostindien. Die geplante Zerstörung der schützenden Forts und die Beseitigung etwaiger Minenfelder gelang nicht. Am 11. wurde der Seeflugzeugträger, das frühere deutsche Handelsschiff Anne Rickmers, durch das türkische Torpedoboot Demir Hissar torpediert. Die britische Kapitulationsaufforderung wurde vom türkischen Gouverneur abgelehnt. Am 15. zog sich der britische Verband zu der sich vor den Dardanellen sammelnden Flotte zurück. Als Konteradmiral Wemyss, der den Aufbau von Mudros als Basis der Briten geleitet hatte, zum Befehlshaber der Landungen auf Gallipoli ernannt wurde, wählte er die Euryalus erneut als Flaggschiff. Am Abend des 24. Aprils 1915 nahm sie drei Kompanien der Lancashire Fusiliers an Bord, um sie als vorderste Landungstruppen abzusetzen. Um 04:00 Uhr morgens am 25. April 1915 kletterten die Soldaten in zivile Rettungsboote und die Boote der Euryalus, die von den Dampfkuttern des Kreuzers bis 5:50 Uhr vor den Landungsabschnitt ‘W’ bei Tekke Burnu geschleppt wurden. Die Seeleute der Euryalus ruderten die Soldaten im Gewehrfeuer der türkischen Verteidiger an Land. Das Bataillon verlor elf Offiziere und 350 Mann und von den 80 eingesetzten Männern der Euryalus wurden 57 verwundet und sechs getötet. Die Lancashire Fusiliers erhielten sechs Victoriakreuze für das Landemanöver. Um Wemyss den Überblick über die Probleme der Landemanöver zu geben, war die Euryalus ganz dicht an der Küste. Nach dem ungünstigen Verlauf der Landoperationen begann im Dezember der Rückzug der Alliierten, den Wemyss erneut von der Euryalus kommandierte und überwachte. Mit den Truppen lief der Panzerkreuzer zurück zum Suezkanal.
Am 16. Januar 1916 wurde die Euryalus das Flaggschiff der neuen Oberbefehlshaber der Ostindischen Station, zu dem Wemyss wegen seiner Verdienste im Gallipoli-Feldzug ernannt wurde. Wemyss nutzte die Euryalus für seinen diplomatischen und militärischen Feldzug im Mittleren Osten in den Jahren 1916 und 1917. Er unterstützte den Arabischen Aufstand gegen die Türken, wobei er gern das große Schiff mit den vier Schornsteinen zeigte. Im Januar 1917 beschoss die Euryalus den Hafen von El Wejh hinter den türkischen Linien am Roten Meer in Abstimmung mit Sherif Hussein und T. E. Lawrence vor deren Landangriff. Auch transportierte der Panzerkreuzer arabische Truppen aus dem Süden weit nach Norden und unterstützte den Vormarsch durch Artillerieunterstützung. Durch eine derartige amphibische Operation wurde unter anderem Akaba genommen. Husseins Sohn, Faisal, der spätere König des Irak, erklärte später Admiral Wemyss, und nicht Lawrence, zum „father and mother of the revolt“. Auch als Wemyss im September 1917 das Kommando abgab, um First Sea Lord zu werden, blieb die Euryalus noch bis 1919 Flaggschiff der Ostindischen Station, um dann in die Heimat zur Außerdienststellung zurückzukehren. Am 24. September 1920 wurde der Panzerkreuzer zum Abbruch verkauft.

## Einheiten
| Name      | Bauwerft          | Kiellegung | Stapellauf | Indienststellung | Verbleib                     |
| --------- | ----------------- | ---------- | ---------- | ---------------- | ---------------------------- |
| Cressy    | Fairfield, N°409  | 12.10.1898 | 4.12.1899  | 28.05.1901       | 22. September 1914 versenkt  |
| Aboukir   | Fairfield, N°410  | 9.11.1898  | 16.05.1900 | 3.04.1902        | 22. September 1914 versenkt  |
| Sutlej    | John Brown, N°337 | 15.08.1898 | 18.11.1899 | 6.05.1902        | Verkauf 1921                 |
| Hogue     | Vickers           | 14.07.1898 | 13.08.1900 | 19.11.1902       | 22. September 1914 versenkt  |
| Bacchante | John Brown, N°338 | 15.02.1899 | 21.02.1901 | 25.11.1902       | ausgemustert am 1. Juli 1920 |
| Euryalus  | Vickers           | 18.07.1899 | 20.05.1901 | 5.01.1904        | Verkauf 1920                 |

## Verwendung der Reservetürme
Aus dem Kriegshaushalt wurden im März 1915 vierzehn Monitore des Typs M15 bestellt. Sie sollten 9,2-Zoll-Kanonen älterer Kreuzer erhalten. Die ersten vier Schiffe der Klasse (M 15, M 16, M 17, M 18), die bei William Gray and Company in Hartlepool gebaut wurden, erhielten Reservetürme vom Typ Mark X, die für Kreuzer der Drake- und Cressy-Klasse vorhanden waren.